# Paratropus endroedyi
Paratropus endroedyi är en skalbaggsart som beskrevs av Thérond 1973. Paratropus endroedyi ingår i släktet Paratropus och familjen stumpbaggar. Inga underarter finns listade i Catalogue of Life.